# Culumana turba
Culumana turba är en insektsart som beskrevs av Delong och Freytag 1972. Culumana turba ingår i släktet Culumana och familjen dvärgstritar. Inga underarter finns listade i Catalogue of Life.